# Nepeta amoena
Nepeta amoena là một loài thực vật có hoa trong họ Hoa môi. Loài này được Stapf mô tả khoa học đầu tiên năm 1885.